# Myrmecia vindex
Myrmecia vindex är en myrart som beskrevs av Smith 1858. Myrmecia vindex ingår i släktet bulldoggsmyror, och familjen myror. Inga underarter finns listade i Catalogue of Life.